# TALOS (uniforme)
TALOS (Traje de operador liviano de asalto táctico) fue el nombre que se le dio a un exoesqueleto motorizado, propuesto por primera vez en 2013, que el Comando de Operaciones Especiales de los Estados Unidos pretendía diseñar con la ayuda de universidades, laboratorios y la industria tecnológica. El informe de TALOS decía que tenía que ser a prueba de balas, estar armado, tener la capacidad de monitorear los signos vitales y brindarle al usuario mayor fuerza y percepción. El traje comprendería capas de material y sensores inteligentes. Es posible que la demanda no estuviera destinada a todo un escuadrón, sino a proteger a un operador principal que atravesaría una puerta primero, el operador del equipo más vulnerable en esa situación. TALOS no era un programa como tal; ha sido descrito como un "esfuerzo".
En febrero de 2019 se anunció que el concepto de "supertraje" TALOS tal como se había previsto originalmente no era viable.

## Historia
El concepto TALOS fue presentado por primera vez por el almirante William McRaven, entonces comandante del Mando de Operaciones Especiales de los Estados Unidos en una conferencia en mayo de 2013. Dijo que el traje de protección estaba inspirado en una de sus tropas en Afganistán.
El Comando de Operaciones Especiales de los Estados Unidos esperaba tener una "capacidad de primera generación" en el plazo de un año, aunque ha tardado más que eso. Se esperaba que en junio de 2014 se ensamblaran y entregaran tres prototipos de trajes sin motor. El desarrollo del traje es un esfuerzo colaborativo entre 56 corporaciones, 16 agencias gubernamentales, 13 universidades y 10 laboratorios nacionales. Están trabajando juntos para incorporar características que incluyen un exoesqueleto motorizado, una armadura de cuerpo completo y pantallas de conocimiento de la situación. SOCOM planea organizar un evento de "garaje de monstruos" para alentar a los mecánicos y artesanos a crear componentes para el traje. Podrían pedir permiso al Pentágono para distribuir el dinero del premio y así generar interés. El almirante McRaven espera que el sistema esté listo para agosto de 2018. 
El Comando de Operaciones Especiales, por iniciativa del teniente comandante Li Cohen, inició y completó el proceso de selección utilizando prototipos que compitieron por el contrato. El almirante William McRaven, que dirige el Comando de Operaciones Especiales, dice en el vídeo: "Estoy muy comprometido con esto porque me gustaría que el último operador que perdimos fuera el último que perdiéramos, en esta lucha o en la lucha del futuro". El comando produjo un vídeo en 2013 diciendo que el programa estaba en camino de tener una "capacidad de primera generación" para el verano de 2014.
En respuesta a los informes de 2018 de que el Mando de Operaciones Especiales de los Estados Unidos no cumplió con el plazo inicial para entregar un prototipo del traje de operador ligero de asalto táctico de alto perfil, el liderazgo del comando confiaba en que probaría un exoesqueleto motorizado para el verano de 2019. Los socios involucrados en el proyecto incluyen la Agencia de Proyectos de Investigación Avanzada de Defensa, el Comando de Investigación, Desarrollo e Ingeniería del Ejército de EE. UU. y el Laboratorio de Investigación del Ejército.
En febrero de 2019 se anunció que el concepto de "supertraje" TALOS tal como se había previsto originalmente no era viable. Un exoesqueleto de refuerzo para la parte inferior del cuerpo que facilitara las carreras y las marchas largas, retirado antes del combate, seguía siendo una posibilidad.

## Características previstas
- Impacto reducido de la carga gracias a una distribución inteligente del peso en todo el cuerpo.
- Bajo requerimiento de energía.
- Traje de perfil bajo para adaptarse cómodamente debajo del uniforme existente.
- Proporcionar señales sensoriales a los soldados para reducir las lesiones.
- Componentes integrados para brindar soporte conjunto donde el usuario más lo necesita.
- Reaplica energía para mejorar la eficiencia del movimiento y mejorar el metabolismo general.
- Manténgase dócil y flexible, endureciéndose sólo cuando sea necesario.[13]
- Que el traje pese menos de 400 lb (181,4 kg) y generar 12 kW de potencia durante 12 horas.[14]

Aunque el objetivo del programa era incorporar nuevas tecnologías a un traje totalmente motorizado e integrado, los componentes desarrollados en el marco del mismo podrían entregarse individualmente a las tropas en el corto plazo para mejorar su eficacia. Se pueden utilizar armas no letales, nuevos materiales de armadura, equipos de comunicaciones más compactos, visión nocturna avanzada y audio 3D como piezas individuales de equipo antes de que todos ellos se unan en un exoesqueleto motorizado. Los elementos desarrollados para TALOS, incluida una mayor capacidad de almacenamiento de datos tácticos que permite diez veces la capacidad de almacenamiento de datos actual, han pasado a satisfacer un requisito operativo inmediato, así como una nueva solución de blindaje que se utiliza para vehículos comerciales no estándar de operaciones especiales. Otros sistemas que serán trasladados incluyen una pequeña antena SATCOM individual para soldados, un exoesqueleto de carga sin alimentación, un chaleco refrigerante motorizado para mantener la temperatura corporal, una antena de próxima generación que incluye sintonización dinámica, el Future Interoperable Radio Enclosure (FIRE), una funda de radio táctica para teléfonos celulares, una armadura híbrida cerámica-metálica liviana de múltiples impactos y una camisa de combate equipada con biosensores que puede monitorear el estado fisiológico de un soldado.

### Desafíos
- La demanda de energía puede requerir mucho peso adicional debido a la fuente de energía.[13]

Los líderes de la industria de defensa expresaron escepticismo sobre las perspectivas financieras de SOCOM y el cronograma de desarrollo para las tecnologías TALOS. El almirante McRaven planeó tener partes de un prototipo para junio de 2014, y el primer "prototipo de traje de combate independiente operacional" sería entregado para julio de 2018. Los funcionarios de ciencia y tecnología creen que las tecnologías previstas para el traje no serán alcanzables antes de 2026 aproximadamente; las nuevas tecnologías que necesitan desarrollarse incluyen materiales de protección de armadura balística de cuerpo completo de próxima generación, exoesqueletos motorizados para movilidad y agilidad, antenas y computadoras adaptables y portátiles, pantallas listas para el combate para soldados con medios no visuales de visualización de información, generación de energía y gestión térmica, y monitoreo médico integrado y modelado biomecánico. Los componentes fabricados por diferentes empresas tendrán que ser diseñados para funcionar juntos en un solo traje. La generación de energía fue el mayor problema, ya que no existía un sistema de generación de energía liviano y de bajo volumen capaz de alimentar los componentes de TALOS. La financiación también es una preocupación, ya que SOCOM planeó gastar 20 millones de dólares al año en desarrollo para un total de 80 millones de dólares, una cifra que algunos consideran demasiado baja. En esfuerzos anteriores para crear soldados "digitalizados" como Land Warrior, el Ejército de los EE. UU. gastó 500 millones de dólares en tres contratos importantes entre 1996 y 2006 antes de que sus funciones se volvieran confiables.

## Ejemplos
En la Conferencia de la Industria de Fuerzas de Operaciones Especiales de 2015, Revision Military exhibió su prototipo de traje de operaciones cinéticas en un maniquí de tamaño real. Lanzado un año antes, el traje cuenta con un exoesqueleto motorizado en la parte inferior del cuerpo para transferir el peso hasta el cinturón y lo sostiene con actuadores motorizados en cada pierna. El exoesqueleto soporta un sistema de armadura corporal capaz de detener disparos de rifle que rodea al 60 por ciento del operador, en comparación con el 18 por ciento de los chalecos blindados actuales. Para aliviar el peso, los actuadores de las piernas levantan cada pierna y la mueven a medida que la persona se mueve, y llevan el peso del casco, la armadura y el chaleco hacia abajo a través de una columna rígida y articulada, transfiriendo el peso de las áreas débiles del cuello y la espalda baja. Un pequeño paquete de energía alimenta el traje, y un chaleco refrigerante bombea agua a través de tres metros de tubos debajo del traje para mantener la temperatura central; el paquete de energía tiene un ventilador de enfriamiento que se puede escuchar muy cerca, pero se cree que eso no importará después de atravesar una puerta. El traje de operaciones cinéticas ha sido sometido a pruebas de fuego real y escenarios de combate y ha realizado con éxito las mismas tareas que los operadores equipados actualmente en cantidades de tiempo similares.